# Estancia (Filipinas)
Estancia es un municipio filipino de segunda clase, perteneciente a la provincia de Iloílo, en las Bisayas Occidentales. En 2020, tenía censados 53 200 habitantes.